# Fallopia baldschuanica
Vrillée du Turkestan, Vrillée de Boukhara
Espèce
Classification phylogénétique
Fallopia baldschuanica, ou vrillée du Turkestan, ou vrillée de Boukhara, est une vigoureuse plante grimpante, vivace, à longues tiges volubiles de la famille des Polygonaceae, cultivée comme plante d'ornement, pour son abondante floraison blanche et sa végétation exubérante. Elle est originaire d'Afghanistan, Pakistan et Tadjikistan et a été introduite dans de nombreux pays.
Autres noms vernaculaires : renouée grimpante, renouée du Turkestan, renouée de Boukhara.
Fallopia baldschuanica est très proche de Fallopia aubertii, originaire de Chine, si bien que certains botanistes les considèrent comme conspécifiques,.

## Nomenclature et étymologie
L’espèce a d’abord été décrite sous le nom de Polygonum baldschuanicum par Eduard August von Regel, un botaniste allemand de Saint-Pétersbourg, dans Trudy Imperatorskago S.-Peterburgskago Botaničeskago Sada 8: 684, en 1883.
En 1971, Josef Holub, un botaniste tchèque, reclasse l’espèce dans le genre Fallopia, Folia Geobotanica et Phytotaxonomica 6(2): 172, 176.
Le nom de genre Fallopia est dédié à Gabriele Falloppio, superintendant du jardin botanique de Padoue et anatomiste réputé. Le non redoublement du p dans le nom de genre, s’explique par sa dérivation du nom latin du botaniste Fallopius.
L’épithète spécifique baldschuanicum / baldschanica signifiant « de Baldschuan » est dérivé du toponyme latin Baldschuan, une localité dans la partie orientale du khanat de Boukhara, dans le Turkestan russe (en 1983), située de nos jours au Tadjikistan et du suffixe adjectival -icus (pour un nom masculin), -ica (féminin) et -icum (neutre).
Fallopia baldschuanica (Regel) Holub est un nom valide pour The Plant List ainsi que pour POWO.

## Synonymes
Selon POWO, Fallopia baldschuanica possède 4 synonymes (dénominations non valides):
- Bilderdykia baldschuanica (Regel) DAWebb
- Polygonum chauveschuanicum Regel
- Reynoutria baldschuanica (Regel) Moldenke
- Tiniaria baldschuanica (Regel) Hedberg ex Janch.

## Description

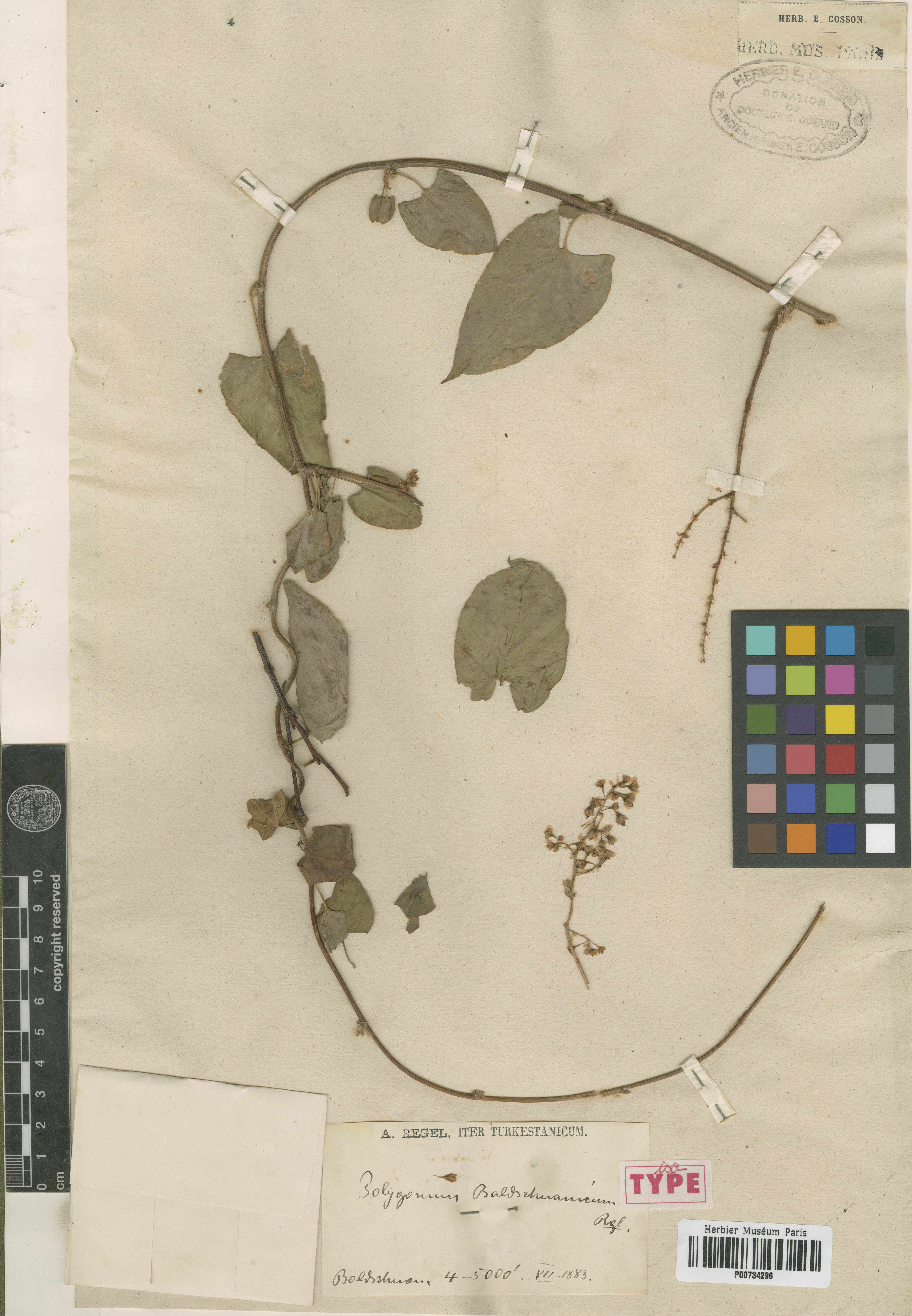
Spécimen d'herbier de Fallopia baldschuanica récolté par Regel à Baldschuan, Turkestan, aujourd’hui Tadjikistan

Fallopia baldschuanica est une liane volubile, vivace, non rhizomateuse, de 3 à 10 m.
Les tiges sont branchues dès la base, ligneuses dans la partie inférieure, glabres, écorce gris brunâtre à nombreuses lenticelles. Les jeunes rameaux sont anguleux à côtes proéminentes portant quelques petites glandes.
L’ochréa (gaine à la base de l’entre-nœud) est généralement caduque, hyaline ou brunâtre, cylindrique de 3–8 mm.
Les feuilles possèdent un pétiole de 1 à 4 cm, glabre ou scabre, et un limbe étroitement ovale à ovale-oblong, de 3–10 cm de long sur 1–5 cm de large, base subcordée ou cordée à sagittée, bords entiers ou ondulés, glabre ou scabre, apex obtus à acuminé, face abaxiale glabre ou scabre le long de la nervure médiane, rarement finement ponctuée, non glauque, face adaxiale glabre.
Les inflorescences sont des panicules axillaires et terminales, étalées ou retombantes, de 3–15 cm de long, axes glabres ou papilleux à scabres en lignes ; pédoncule de 1-3 cm, glabre ou scabre. Les fleurs bisexuées sont en fascicules de 3 à 6 ; avec un périanthe accrescent sur le fruit, blanc verdâtre avec des ailes principalement rose, parfois rose vif pour le fruit, de 5–8 mm. Les 6 à 8 étamines possèdent des filets aplatis et pubescents dans la partie inférieure. Les styles sont connés à la base.
Les fruits sont des akènes, brun foncé à noirs, de 2–4 mm de long, brillants, lisses, avec le périanthe fructifère glabre, les ailes plates à ondulées.
Les fleurs apparaissent en été.
On peut facilement la confondre avec Fallopia aubertii qui se distingue cependant par ses fleurs blanches verdâtre et le limbe à sommet pointu.

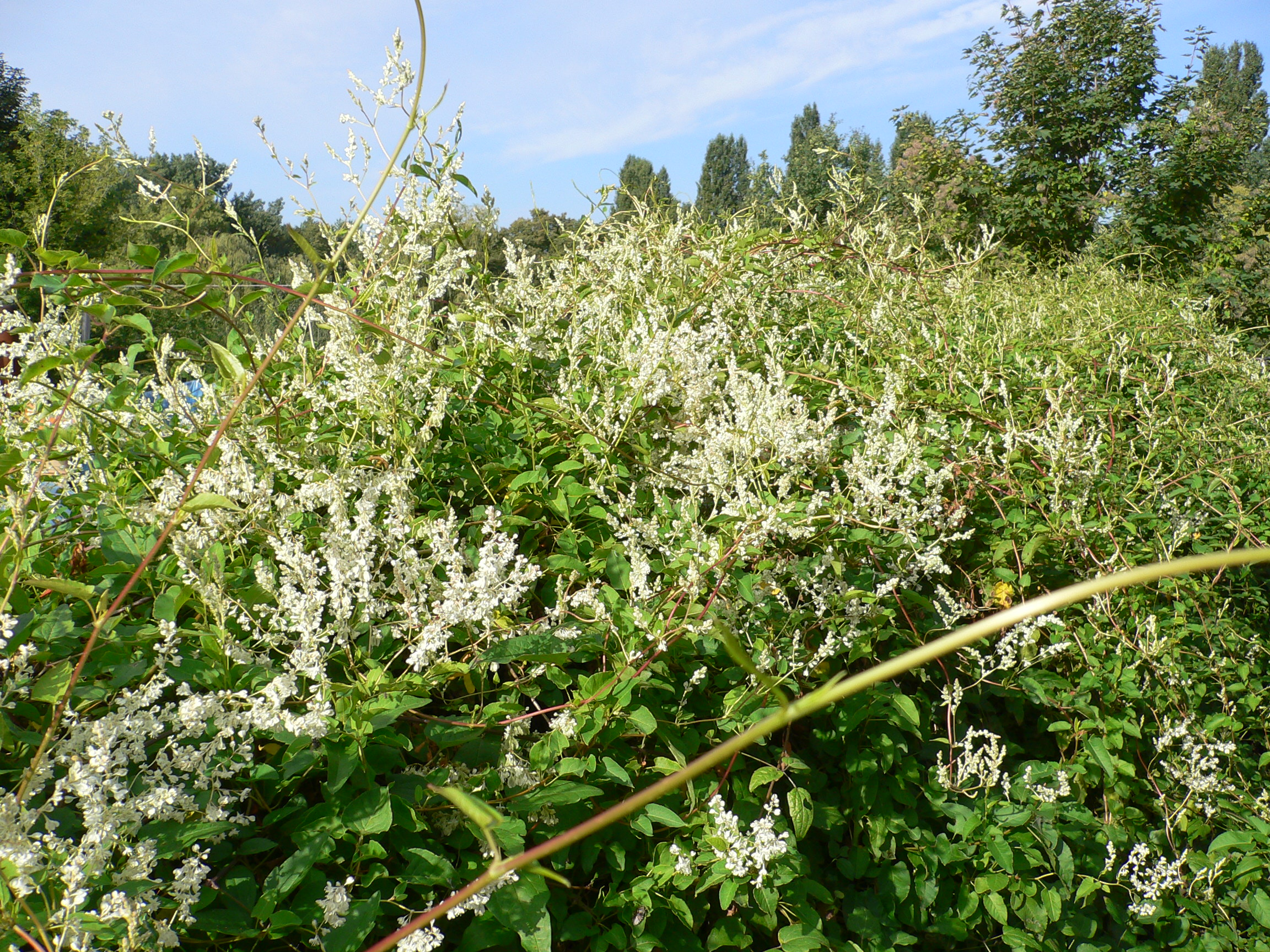
Aspect général
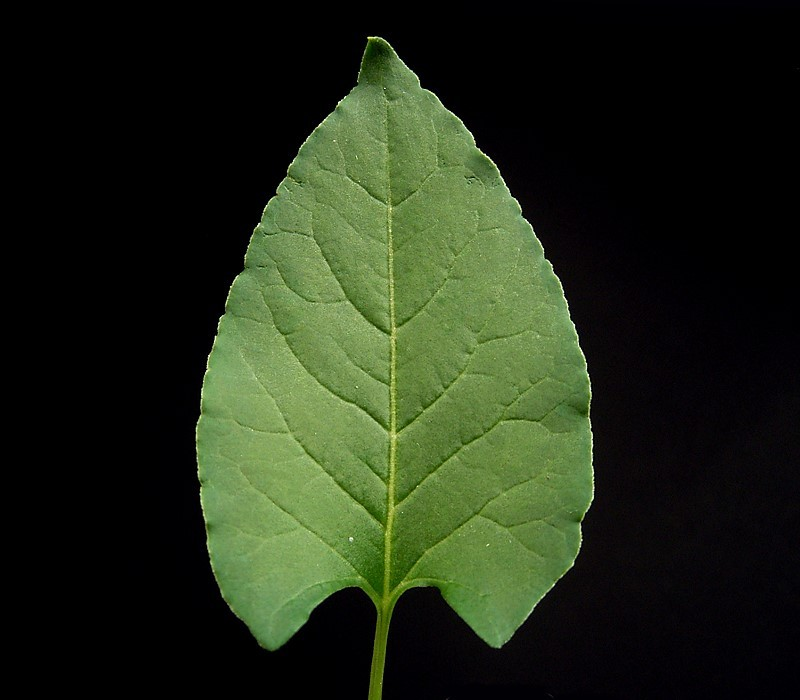
Feuille
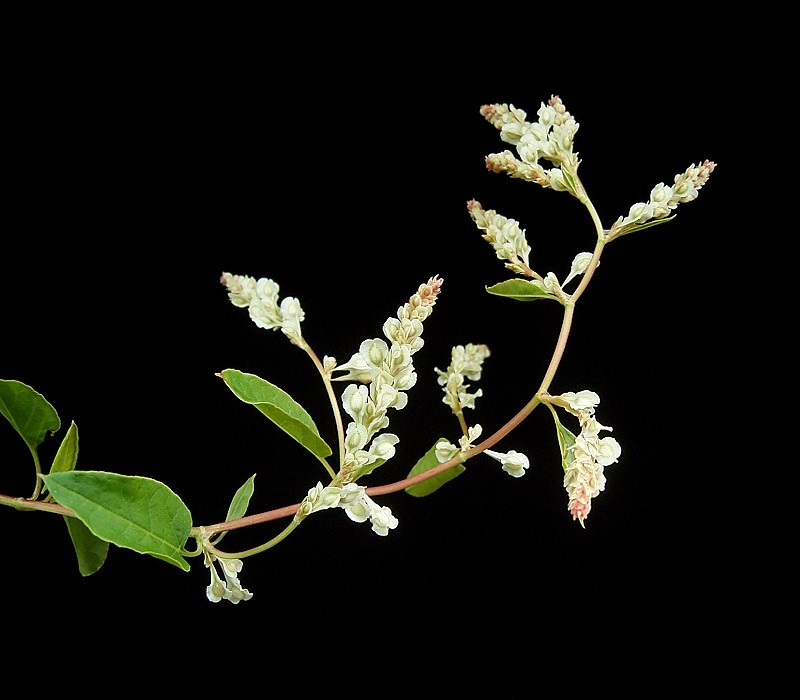
Extrémité de tige
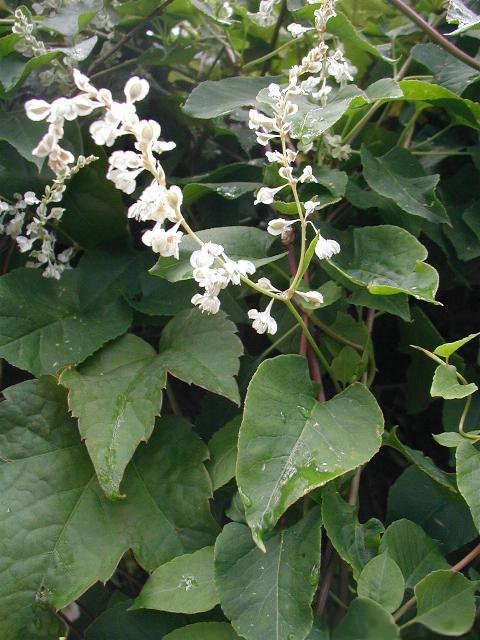
Inflorescence
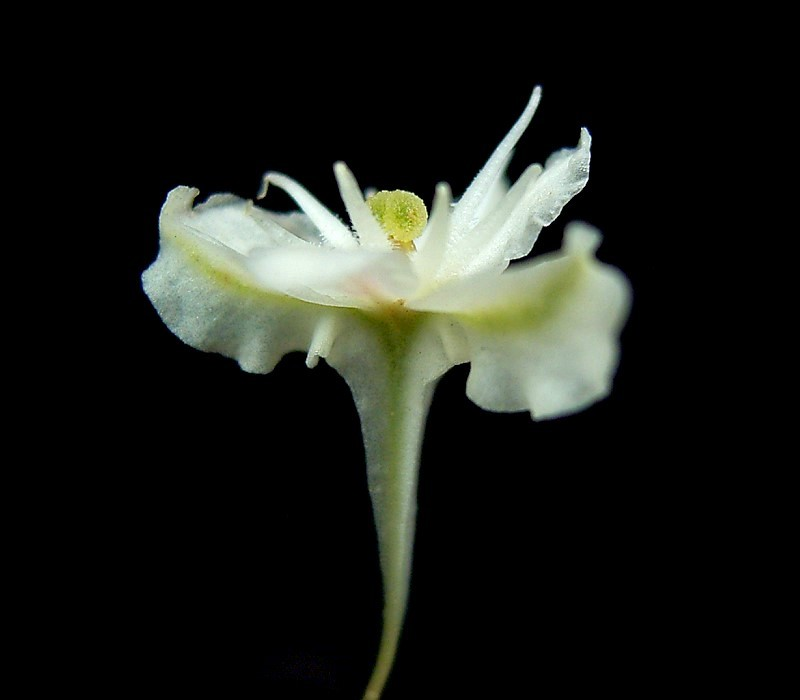
Fleur
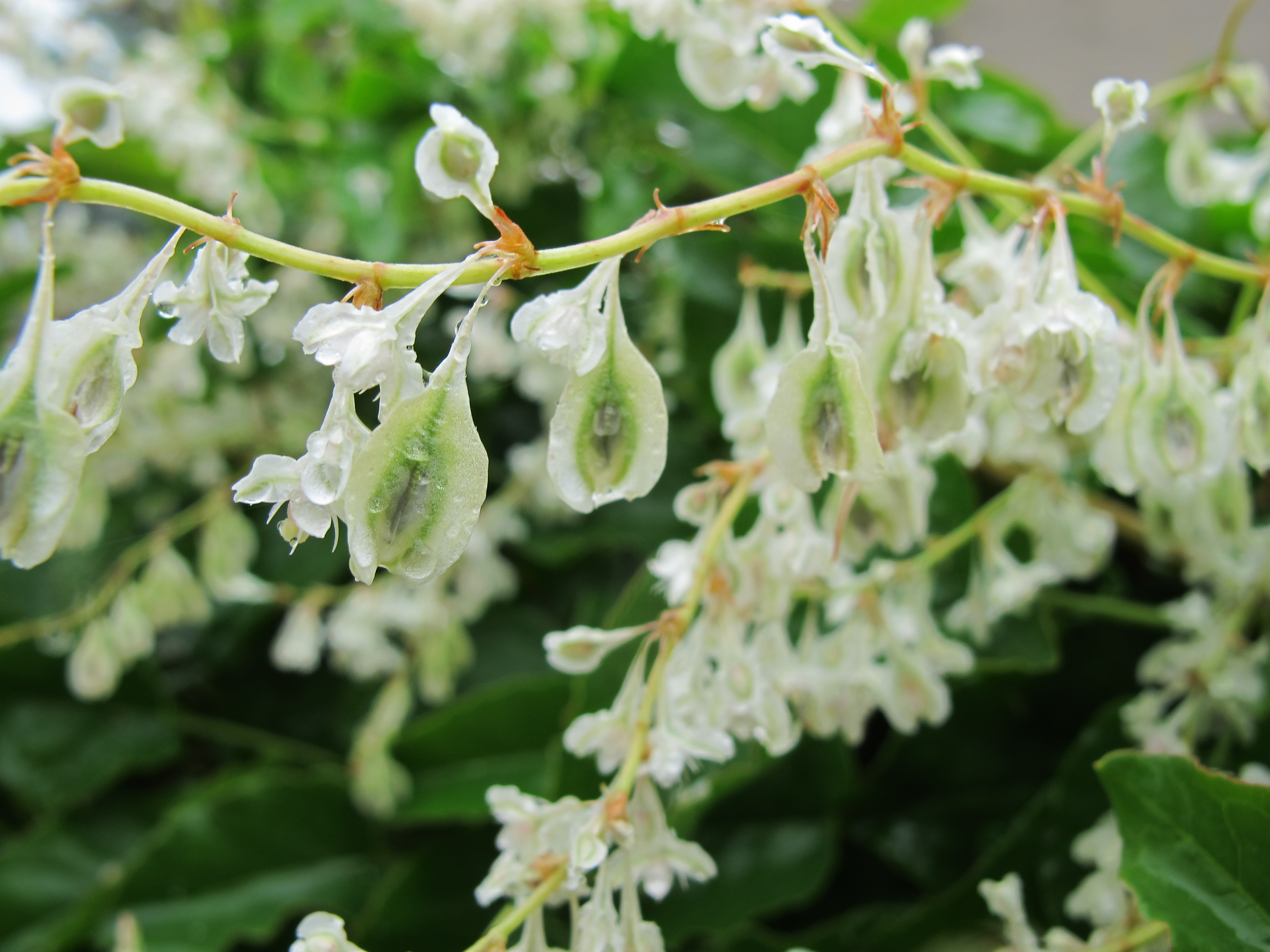
Fruit, akène avec périanthe

## Distribution et habitat
Fallopia baldschuanica est originaire de l’Afghanistan, de l’Ouest du Pakistan et du Tadjikistan.
L’espèce a été introduite en Alabama, Autriche, Californie, Colorado, Tchécoslovaquie, Danemark, Érythrée, Grande-Bretagne, Hongrie, Kenya, Maryland, Massachusetts, Michigan, New Jersey, Nouveau-Mexique, New York, Norvège, Pennsylvanie, Roumanie, Espagne, Suède, Tunisie, Utah, Virginie, Washington, Zimbabwe.
La vrillée du Turkestan est disponible aussi dans les jardineries de France. Elle a été introduite pour l’ornement, pour garnir les murs et les palissades. Les premières observations disponibles dans le milieu naturel datent de 1904, dans le département du Puy-de-Dôme.  Elle est principalement présente sur la façade méditerranéenne (SIFlore).

## Utilisations

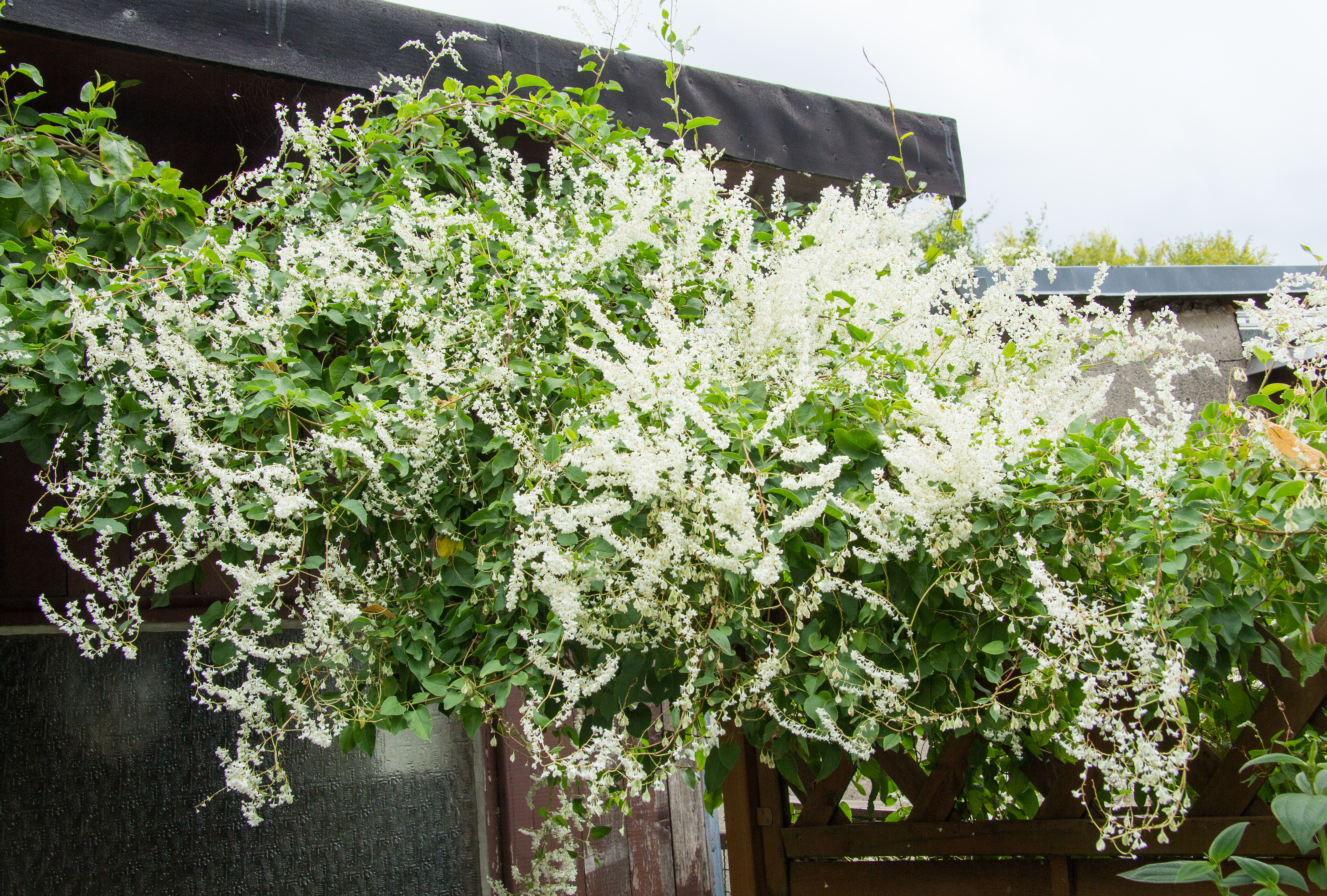
Vrillée de Boukhara sur un mur

L’espèce est cultivée pour décorer tout support tels que treilles, pergolas, murs, où elle fait merveille grâce à sa végétation exubérante. Si le jardinier ne la taille régulièrement, elle peut devenir envahissante, mais elle ne s’échappe que rarement des jardins, à la différence de Fallopia japonica, la renouée du Japon ou renouée bambou qui est une véritable peste, très difficile à éliminer quand on l'a laissée coloniser un territoire.
Selon le Centre de ressources Espèces exotiques envahissantes, la Renouée du Turkestan forme localement des peuplements denses étouffant la végétation, notamment dans les ripisylves et les arrières-dunes.  

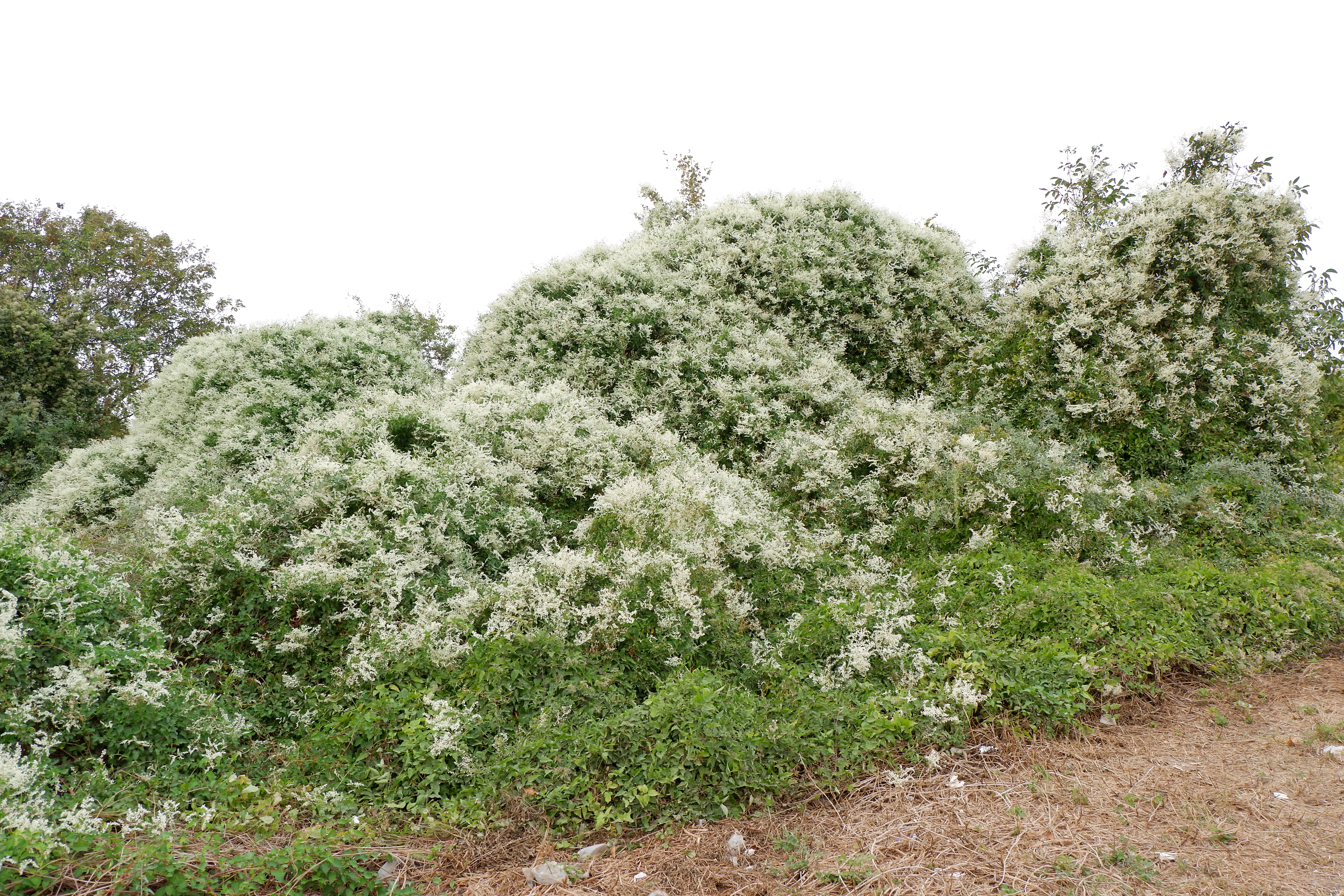
Vrillée de Boukhara envahissante
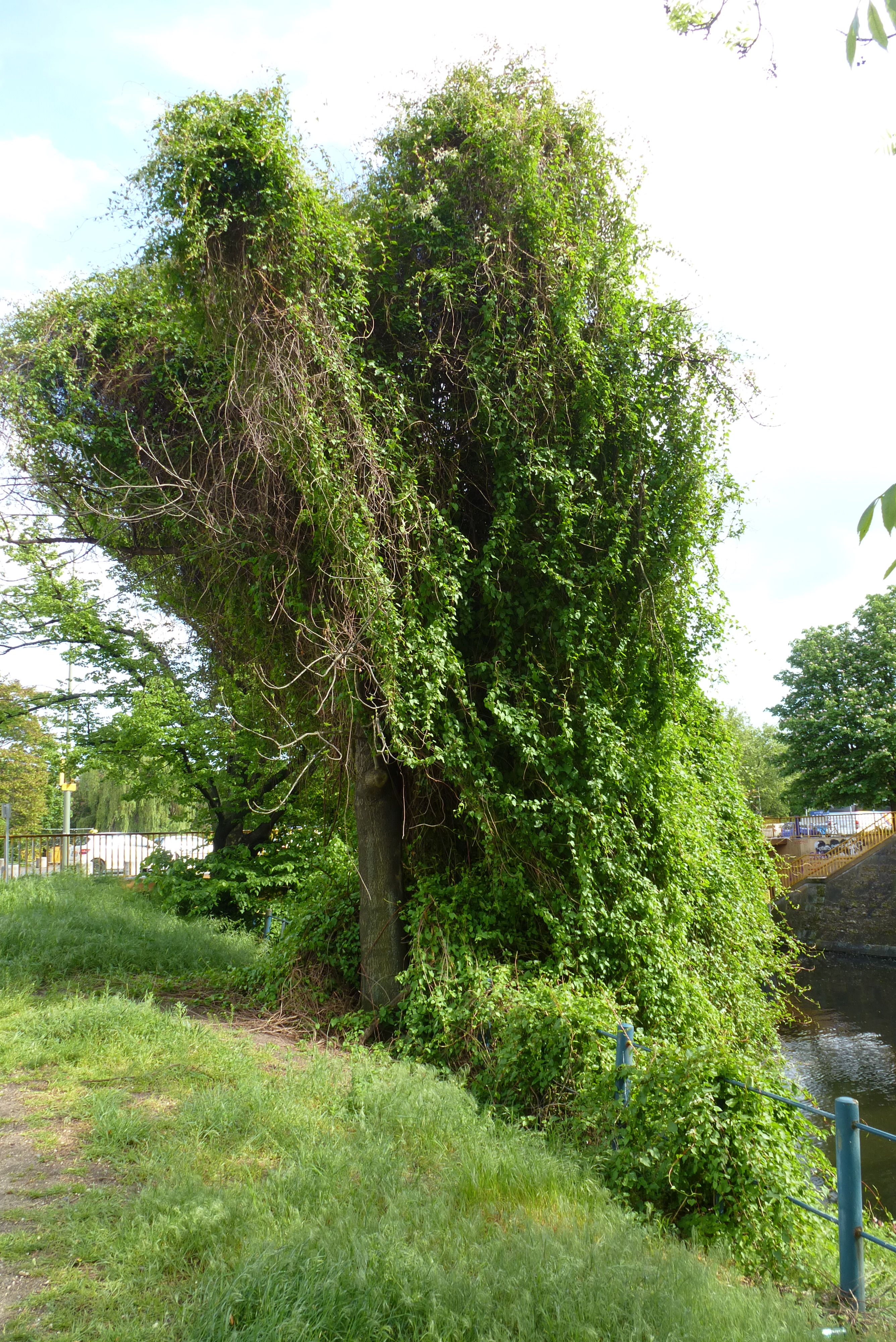
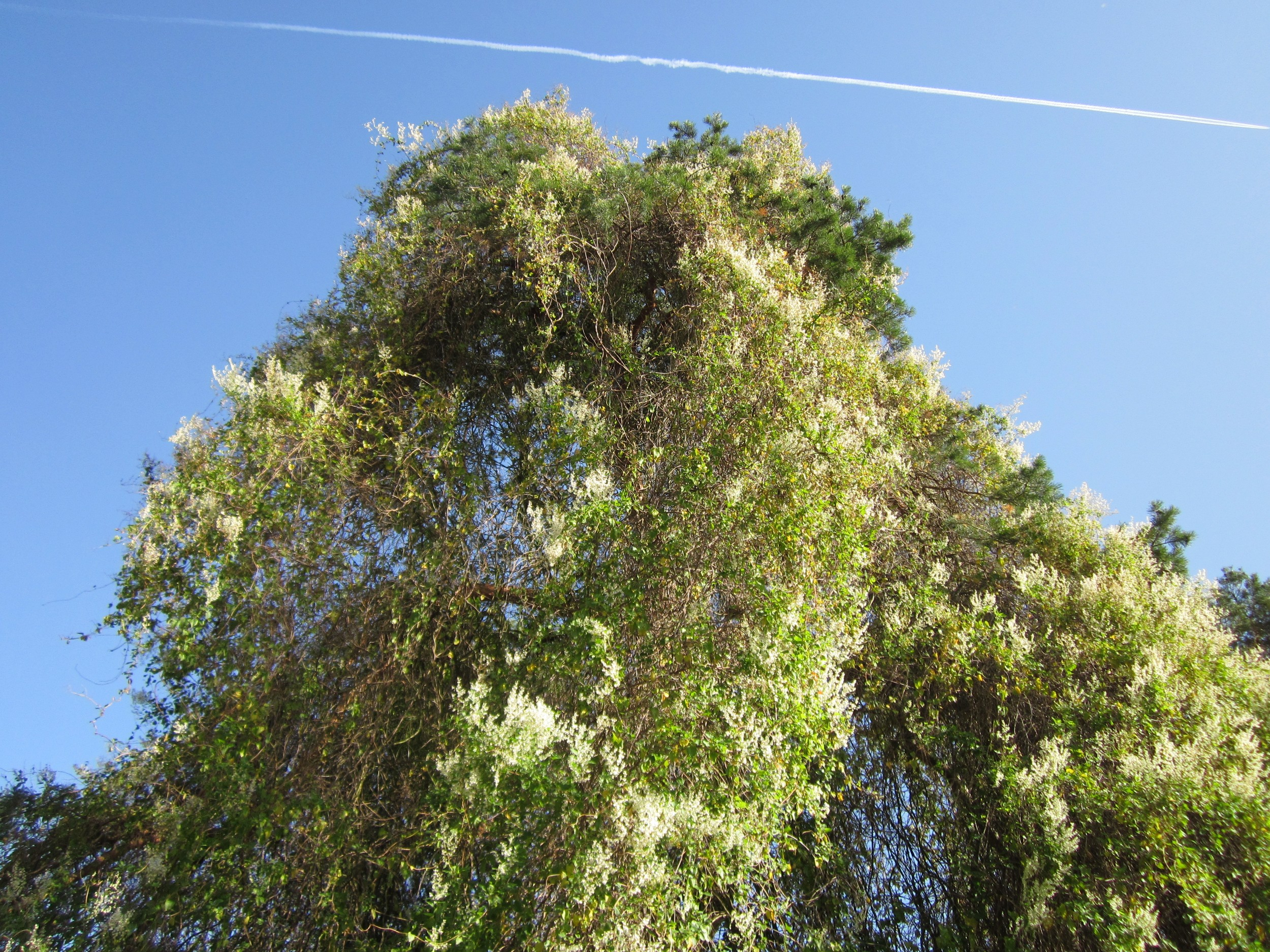